# Procédure accélérée
Cet article court présente un sujet plus développé dans : Processus législatif en France.
La procédure accélérée est, en droit constitutionnel français, une procédure permettant au gouvernement de diminuer les délais et les étapes nécessaires à l'adoption d'un projet ou d'une proposition de loi.

## Fonctionnement
Cette procédure est prévue par l'article 45, alinéa 2, de la Constitution. Jusqu'au 1er mars 2009, cette procédure était nommée « procédure d'urgence ».
Elle peut être déclenchée par le gouvernement sur un projet ou une proposition de loi. Elle doit l'être avant la fin de la discussion générale devant la première assemblée saisie. Toutefois, les Conférences des présidents des deux chambres peuvent s'y opposer conjointement.
Si elle n'est pas déclenchée, un texte doit faire l'objet d'au moins deux lectures par chaque chambre du Parlement avant que la réunion d'une commission mixte paritaire ne puisse être provoquée.
Son déclenchement permet de réduire à une seule le nombre de lectures minimum avant que la commission mixte paritaire ne puisse être convoquée. Elle peut donc permettre d'accélérer la navette parlementaire.
En outre, le déclenchement de la procédure accélérée permet de lever le délai de six semaines minimum prévu entre le dépôt d'un projet ou d'une proposition de loi et sa discussion en séance en première lecture, et donc d'examiner un texte bien plus tôt après son dépôt.
Le déclenchement de la procédure accélérée ne fait qu'ouvrir la faculté de convoquer précocement la commission mixte paritaire, mais n'y oblige pas : ainsi, un texte faisant l'objet de la procédure accélérée peut malgré cela faire l'objet de plus d'une seule lecture par chambre avant la réunion de la commission mixte paritaire, si le gouvernement (ou, pour une proposition de loi, les présidents des deux assemblées agissant conjointement) décide de ne pas convoquer la commission mixte paritaire immédiatement après la première lecture.